# Madame de La Fayette
Marie-Madeleine Piochet de la Vergne, condesa de La Fayette, más conocida con el nombre de Madame de La Fayette (18 de marzo de 1634, París - 25 de mayo de 1693) fue una escritora francesa que escribió la primera novela histórica francesa La Princesa de Cléves.

## Biografía
Marie-Madeleine Pioche de la Vergne nació en el seno de una familia de la pequeña nobleza, pero adinerada, que se movía en el entorno del Cardenal Richelieu. Su madre, hija de un médico del rey, estaba al servicio de la duquesa Marie-Madeleine d’Aiguillon. Su padre, Marc Pioche de la Vergne, caballerizo del rey, murió cuando ella tenía quince años. Al año siguiente, Marie-Madeleine, entró al servicio de la reina Ana de Austria como dama de honor y empezó a adquirir una educación literaria con Ménage que le enseñó italiano y latín. Este último la introdujo en los salones literarios más importantes, el de la Marquesa de Rambouillet, el de la Marquesa de Plessis-Balliére y el de Madeleine de Scudéry.
En 1650, su madre se volvió a casar con Renaud de Sévigné, tío de Marie de Sévigné; ambas mujeres se "convirtieron en las más íntimas amigas del mundo para siempre". En 1655 Marie-Madeleine, de 22 años, se casó con un noble de Auvernia que tenía 18 años más que ella, François Motier, conde de Lafayette, con el que tuvo dos hijos. Aunque marchó a vivir con su esposo a los dominios que éste poseía en Auvernia y el Borbonés, visitaba con frecuencia París, donde se hizo un hueco en la corte y, con gran éxito, abrió su propio salón literario. Tras el nacimiento de sus dos hijos, el bienestar conyugal se truncó y, François de Lafayette pareció haber desaparecido literalmente. La Bruyère resumió esta extraña situación de la siguiente manera: Nosotros conocemos a una mujer que ha eclipsado, por completo, a su marido, hasta el punto de que no sabemos si está muerto o vivo…
Marie-Madeleine de La Fayette, contaba con la amistad de Enriqueta de Inglaterra, futura duquesa de Orleans, que le encargó su biografía; del Grand Aranuld y de los conocidos autores franceses Segrais y Huet que escribió el Traité de l’origine des romans (El tratado del origen de las novelas) que fue publicado como prefacio de la obra de Marie-Madeleine: Zaïde. Cuando empezaron las sublevaciones de la Fronda Marie-Madeleine mantuvo su amistad con el cardenal de Retz.
En 1659 se quedó a vivir, definitivamente, en París y publicó en 1662, anónimamente, La Princesa de Montpensier. De 1655 a 1680 mantuvo una estrecha amistad con La Rochefoucauld (el autor de las Máximas) del que ella dijo: "M. de La Rochefoucauld me ha dado ánimos, pero yo he reformado su corazón". La Rochefoucauld presentó a Marie-Madeleine de La Fayette a los mejores escritores de la época, entre ellos a Racine y Boileau. En 1669 fue publicado el primer tomo de Zaïde, una novela hispano-marroquí editada con el seudónimo de Segrais, pero que era, indudablemente, de La Fayette. El décimo volumen apareció en 1671. Zaïde fue objeto de múltiples reediciones y traducciones, gracias, sobre todo, al prefacio de Huet.
La novela más célebre y conocida de La Fayette es La Princesa de Cléves, publicada anónimamente en marzo de 1678. Esta obra, que obtuvo un éxito inmenso, está considerada como la primera novela francesa y un prototipo de los inicios de las novelas psicológicas.
Trata sobre una mujer casada que se ve inmersa en una historia de amor reprochable para la sociedad. La novela, que tuvo gran repercusión entre sus contemporáneos, parte de los modelos narrativos de su época para crear una obra narrativa más afín al esquema de la novela realista posterior. 
La muerte de La Rochefoucauld en 1680 seguida por la de su marido en 1683 la obligaron a llevar una vida menos activa durante los últimos años de su vida. Se retiró totalmente de la vida mundana, a fin de prepararse para su muerte.
Tres de sus obras fueron publicadas a título póstumo: La Condesa de Tende (1718), Historia de Enriqueta de Inglaterra (1720) y Memorias de la Corte de Francia (1731).

## Comentarios de otros escritores
- Mme. de La Fayette, es la mujer que escribe lo mejor con el mejor espíritu Nicolás Boileau

- Su Princesa de Cléves y Zaïde fueron las primeras novelas en las que se reflejaban las costumbres de las gentes honestas, y sus aventuras cotidianas descritas con gracia. Antes se escribía con un estilo ampuloso de las cosas poco verosímiles. Voltaire, Le siècle de Louis XIV (1751)

- Su simplicidad real reside en su concepción del amor; para Mme. de La Fayette, el amor es un peligro. Es su postulado. Y es lo que se percibe en su libro (La Princesa de Cléves) así como en la Princesa de Montpensier, o en la condesa de Tende, es una constante desconfianza hacia el amor (todo lo contrario de la indiferencia). Albert Camus, Carnets (1964).

- Todo en ella nos atrae, la rara distinción de su espíritu, la firmeza de sus sentimientos, y sobre todo, todo aquello que se adivina en lo más profundo de su corazón: un sufrimiento oculto que ha sido el motor de su ingenio. Morillot La novela del siglo XVII

## Obras
- La princesse de Monpensier, Paris, C. de Sercy, 1662
- La princesse de Clèves, À Paris, chez Claude Barbin, 1678
- Romans et nouvelles, Paris, Classiques Garnier, 1989, ISSN 0750-2176
- Zaïde, histoire espagnole, tome 1, tome 2, Paris, Claude Barbin, 1671
- Histoire de Madame Henriette d'Angleterre, première femme de Philippe de France, Duc d'Orléans, Ámsterdam, M.-C. Le Cène, 1720
- Mémoires de la cour de France pour les années 1688 et 1689, Paris, Foucault, 1828
- La Comtesse de Tende (1718), póstuma
- habiendo muchas más sin títulos..